# The Planets (Tomita)
The Planets is het vierde studioalbum waarop Isao Tomita zijn bewerking laat horen van een werk uit de klassieke muziek. Op het album is Gustav Holsts The Planets te horen in een arrangement voor elektronische muziekinstrumenten, in dit geval de Moog en Roland synthesizers. De enorme hoeveelheid elektronische apparatuur bestaande uit synthesizers, mixers, bandrecorders, noise reduction en allerlei accessoires kon niet verhinderen dat het album in tegenstelling tot haar voorgangers veel minder succesvol was; de muziek van Holst leende zich kennelijk niet voor dit arrangement.

## Musici
- Isao Tomita - synthesizers

## Tracklist
| Nr. | Titel                           | Duur  |
| --- | ------------------------------- | ----- |
| 1.  | Mars, The Bringer of War        | 11:01 |
| 2.  | Venus; The Bringer of Peace     | 9:21  |
| 3.  | Mercury; The Winged Messenger   | 4:38  |
| 4.  | Jupiter; The Bringer of Jollity | 9:22  |
| 5.  | Saturn; The Bringer of Old Age  | 8:41  |
| 6.  | Uranus; The Magician            | 2:15  |
| 7.  | Neptune; The Mystic             | 6:50  |